# フィーバーアジャコング
フィーバーアジャコングは、1999年11月に大同（現:ビスティ）から発売された、女子プロレスラーのアジャコングとタイアップしたパチンコ機のシリーズ名。フィーバーアジャコングSPとフィーバーアジャコングDXの2機種がある。

## 概要
液晶型のデジパチ。アジャコングを含めた4人の女子プロレスラーが登場する。最強の名を賭け井上貴子・豊田真奈美・堀田祐美子の3人が様々なリーチアクション中にアジャの対戦相手として登場する。
シリーズ機が2種類存在するが、いずれも現金機で時短搭載タイプとなっている。大当たり図柄ごとに時短回数が決められており、SPとDXでは時短回数は異なる。
- フィーバーアジャコングSP　時短システム
  - 3･7･ん　200回
  - 1･5･9･11　100回
  - 0･2･4･6･8･10･12　50回
- フィーバーアジャコングDX　時短システム
  - 3･7･ん　150回
  - 1･5･9･11　120回
  - 0･2･4･6･8･10･12　50回

時短中はアクションなしの「即止まり」が追加されるため、リーチアクションの発生率が低くなっている。信頼度の低いアクションが発生しにくくなるので、全体的にリーチの信頼度が通常時より高くなる。
時短中にリーチが発生すれば高確率でスーパーに発展するので、時短中はリーチ発生の時点でアツくなる。
大当たり中は実写のアジャが登場する。アジャ本人のボイスも収録されており、最終ラウンドであることを告知してくれる。

## スペック
- フィーバーアジャコングSP[4]
  - 賞球数 5&13
  - 大当たり最高継続 16R（10カウント）
  - 大当たり確率 1/211
  - 時短突入率　100%
  - 時短回数　
    - 3/14で200回
    - 4/14で100回
    - 7/14で50回
- フィーバーアジャコングDX[4]
  - 賞球数 5&11
  - 大当たり最高継続 8R（10カウント）
  - 大当たり確率 1/121
  - 時短突入率　100%
  - 時短回数　
    - 3/14で150回
    - 4/14で120回
    - 7/14で50回

## 図柄
- 0
- 1
- 2
- 3
- 4
- 5
- 6
- 7
- 8
- 9
- 10
- 11
- 12
- ん

## 演出
予告アクション
デジタル回転中に2種類の予告演出が発生することがある。片方はリーチ予告となっていて、もう一方は大当たり予告となっている。
- いくぞ予告

アジャが「いくぞ」と叫ぶリーチ予告。出現率は高めで、リーチに発展する割合も高いが、大当たり信頼度はそこまで高くはない。
予告なし時と比較してスーパーリーチ発展率、信頼度共に大きな差はない。
- アピール予告

アジャがアップになってポーズを取る大当たり予告演出。いくぞ予告よりも出現率が低いが、リーチ発展時の信頼度は高い。リーチに発展しないガセパターンもあり、実質のリーチ発展率は約1/2ほどとなっている。
アピール予告は、リーチ発展時に高信頼度のリーチアクションに発展しやすいという特徴があるので、大当たり信頼度の高い演出となっている。

リーチアクション
4人の女子プロレスラーが画面上で多彩なリーチアクションを繰り広げる。基本的にはノーマルリーチからスーパー系のリーチに発展していく仕様となっている。デジタル回転中からそのまま発展するリーチアクションも存在する。
- フレフレリーチ

アジャがチアガールに変身。このリーチが本機のノーマルリーチとなる。信頼度は低いが、2段階に発展すれば100%大当たりとなる。
バトルロイヤルリーチ以外のリーチはここからスタートする。
- 裏拳リーチ

中出目が高速回転し、+1コマの地点からアジャが得意の裏拳で図柄を叩いてコマ送りさせる。大当たり信頼度は低めのリーチアクション。
- お願いリーチ

アジャが本名の宍戸江利花に戻って、瞳をキラキラさせながらお願いする。中出目が大当たり図柄付近でスロー進行するリーチアクション。大当たり図柄を過ぎて戻るパターンもある。
- ウォーミングアップリーチ

リング上に突如巨大な氷柱が出現。アジャが強烈なパンチで氷柱を割ることができれば大当たりとなる。信頼度は極めて高いが、出現率が非常に低いリーチとなっている。
- ハンデマッチリーチ

リングに対戦相手が登場して、アジャが相手に裏拳を繰り出せば発展。対戦相手を一人ずつ倒していくリーチアクションで、相手を倒すごとに図柄が停止する。アジャが全勝すれば大当たりとなる。
大体は2人目で停止してハズレてしまうが、3人目まで発展すると期待大となる。
- 対戦リーチ･パワーボム編

対戦相手が出現し、相手と組み合った後、アジャがパワーボムを一回決めてから発展。相手に計3発のパワーボムをお見舞いする。
中出目が高速回転のまま停止していくパターンと、スローになるパターンがあり、後者の方が信頼度は高くなっている。
- 対戦リーチ･ボディプレス編

対戦相手が出現し、相手と組み合った後、アジャがパワーボムを一回決めてから発展。相手をマットに倒した後、アジャがコーナーポストからボディプレスを敢行する。
中出目が高速回転のまま停止していくパターンと、スローになるパターンがあり、後者の方が信頼度は高くなっている。
- 対戦リーチ･ジャイアントスイング編

対戦相手が出現し、相手と組み合った後、アジャがパワーボムを一回決めてから発展。相手をマットに倒した後、アジャが両足をつかんで勢いよくジャイアントスイングを始める。対戦リーチの中では最も信頼度が高い。
中出目が高速回転のまま停止していくパターンと、スローになるパターンがあり、後者の方が信頼度は高くなっている。
- バトルロイヤルリーチ

デジタル回転中に発展。効果音が変化すると共に井上貴子、豊田真奈美、堀田祐美子らが画面に登場し、デジタルが高速回転と一旦停止を繰り返す。一人ずつ消えていって最終的にアジャが勝ち残れば大当たりとなる。
出現率はかなり低めだが、大当たり信頼度は高い激アツなリーチとなっている。
- 超プレミアムリーチ

デジタル回転後にビキニ姿のアジャが登場する。全出目が揃った状態で全回転スクロールしていく大当たり確定のプレミアムリーチとなっている。出現率はかなり低めとなっている。
超プレミアムリーチは、アピール予告を経由して発生するパターンが大半である。

図柄再抽選
再抽選機能は50回転時短図柄で大当たりした時のみ発生することがある。アジャが大迫力の頭突きを炸裂させ図柄をコマ送りで進めていく。
再抽選演出は必ず発生するわけではない。演出が発生しても必ず昇格するわけでもなく、どの図柄揃いでも時短昇格率に差はない。
再抽選の移行コマ数は図柄によって異なるが、どの図柄も「+1コマから最大時短回数図柄（3･7･ん）まで」という法則があるので、一度通過してしまうと最大時短回数図柄に昇格する可能性はなくなってしまう。

時短中の止め打ち手順
小当たり確率が高く、小デジタル回転時間も一定なので、時短中に止め打ちを実践すれば玉の減りを抑えることが可能である。
①小デジタル回転と同時に打ち出しを停止する
②3秒後に5〜7個打ち出す
以後、①に戻って一連の手順を繰り返す。
|                    | 通常時    | 時短時    |
| ------------------ | --------- | --------- |
| 小当たり確率       | 26/29     | 26/29     |
| 小デジタル回転時間 | 29.8秒    | 5.0秒     |
| 電チュー開放時間   | 0.3秒 1回 | 2.5秒 1回 |